# Émile Picot
Émile Picot, né le 13 septembre 1844 à Paris, et mort le 24 septembre 1918 à Saint-Martin-d'Écublei, est un linguiste et romaniste français.

## Biographie
D’une famille d'origine normande, Auguste-Émile Picot passe une partie de son enfance à Évreux, avant de rentrer vivre dans la capitale. En 1859, au lycée impérial Bonaparte, il se lie d'une profonde amitié avec le baron James de Rothschild. Il fait par la suite sa licence de droit et est admis au barreau de Paris en 1865. Il soutient une thèse pour la licence en droit en 1865 devant un jury composé d'Edmond Colmet de Santerre et des suffragants renommés comme Anselme Batbie. Cette thèse se composait de trois parties : une de droit romain (De servitutibus praediorum urbanorum), une de droit civil français (Des servitudes établies par le fait de l'homme) et la dernière de droit administratif (De la grande voirie).
Sur la recommandation de Madame Hortense Cornu, filleule et conseillère de Napoléon III, il part en septembre 1866 à Bucarest, comme secrétaire du prince de Roumanie Charles de Hohenzollern (le futur roi Charles Ier de Roumanie), où il reste jusqu'à fin novembre 1867. Il est ensuite nommé vice-consul de France à Temesvar (Timisoara) en 1868 et y reste jusqu'en 1872 avec une interruption pendant la guerre de 1870-71 où il participe à diverses missions en France et en Europe centrale. Il épouse, en 1873, Berthe Gruell. À partir de 1875, il enseigne le roumain à l'École des langues orientales vivantes, jusqu'à sa retraite, en 1909, occupant ainsi la première chaire française de roumain.
Dès son retour en France, il s'intéresse à la littérature française et il compte parmi les fondateurs, en 1875, de la Société des anciens textes français, avec Paul Meyer, Gaston Paris et James de Rothschild. Il est trésorier adjoint de la société jusqu'en 1914 et y publie de nombreux ouvrages, dont le Recueil général des sotties. Picot fut au centre de l'activité scientifique et académique de son temps. Convoqué en qualité d'expert à toutes les importantes ventes aux enchères de livres rares, il rédige ou collabore à de très nombreux catalogues. Membre de plusieurs institutions prestigieuses, dont l'Académie des inscriptions et belles-lettres de Paris, la Société des bibliophiles français, le Comité des travaux historiques et scientifiques, la Société de l'histoire de Paris et de l'Île-de-France, il écrit dans toutes les revues d'importance : la Romania, la Revue critique, le Journal des savants, etc. Témoin dans l'affaire Dreyfus, il s'engage pleinement sur la question avec Paul Meyer et Gaston Paris. En 1905, il achète le château du Mesnil en Normandie ; il est élu maire de son village, Saint-Martin-d'Écublei. Il s'occupe alors d'histoire normande et deviendra président de la Société libre de l'Eure et de la Société de l'histoire de Normandie. Il participe au congrès du millénaire normand à Rouen en 1911.
Profondément marqué par la guerre, Picot ne survit pas à l'annonce de la mort d'un de ses fils au front, James, et meurt en septembre 1918, avant d'avoir eu le temps d'apprendre la victoire française et la formation de la Grande Roumanie (à la suite du rattachement de la Transylvanie, de la Bucovine et de la Bessarabie).

## Œuvre

### Publications
Il a publié :
- Les Serbes de Hongrie, leur histoire, leurs privilèges, leur église, leur état politique et social, Prague : Gregor et Dattel, 1873, 474 p. ;
- Recueil général des sotties, Paris, Firmin-Didot, Société des Anciens Textes Français, 3 vol., 1902-1904-1912 ;
- É. Picot & James de Rothschild, Le Mystère du Vieil Testament, Paris, Firmin-Didot, Société des Anciens Textes Français, 6 vol., 1878-1891 ;
- Maître Pierre Pathelin hystorié. Reproduction en fac-similé de l'édition imprimée vers 1500 par Marion Malaunoy, veuve de Pierre Le Caron, Paris, Société des Anciens Textes Français, 1904 ;
- Nouveau recueil de farces françaises des XVe et XVIe siècles, publié d'après un volume unique appartenant à la bibliothèque royale de Copenhague, éd. E. Picot 1 Ch. Nyrop, Paris, D. Morgand et C. Fatout, 1880.
- « Les moralités polémiques ou la controverse religieuse dans l'ancien théâtre français », Bulletin de la société de l'Histoire du Protestantisme, t. 36, 1887, p. 169-190, p. 225-245, p. 337-364 ; t. 41, 1892, p. 561-582, 617-633 ; t. 44, 1906, p. 254-262.

### Traduction
- Grigore Ureche, Chronique de Moldavie depuis le milieu du XIVe siècle jusqu'à l'an 1594. Texte roumain avec traduction française, notes historiques, tableaux généalogiques, glossaire et table par Emile Picot, E. Leroux, 1878 (XXXVII-662 p.).

### Correspondance
- Emile Picot, secrétaire du prince de Roumanie : correspondance de Bucarest, 1866-1867, Paris, Presses de l'Inalco, coll. « Europe(s). Sciences humaines et sociales », 2020, 300 p. (ISBN 9782858313402, SUDOC 248373897).

## Bibliographe
- Paul Lacombe, Bibliographie des travaux de M. Emile Picot, membre de l'Institut, Paris, Librairie Damascène-Morgand, 1913.
- N. Georgescu-Tistu dans « Émile Picot et ses travaux relatifs aux Roumains », Mélanges de l'École roumaine en France, 1925, 1re partie.
- Émile Picot, secrétaire du prince de Roumanie Correspondance de Bucarest (1866-1867) Cécile Folschweiller (éd.) 9782858313419 Presses de l’Inalco